# Giuseppe Tartini
Giuseppe Tartini, né le 8 avril 1692 à Pirano (actuellement Piran, en Slovénie), près de Trieste, et mort le 26 février 1770 à Padoue, est un violoniste et compositeur italien de l'époque baroque.

## Biographie
Destiné à la carrière ecclésiastique par ses parents, Giuseppe Tartini refuse de devenir franciscain ; aussi, l'envoient-ils en 1708 à l'université de Padoue pour y étudier le droit afin d'exercer ensuite la profession d'avocat.
Au cours de ses études, il pratique l'escrime et se rend à plusieurs occasions sur le pré pour des duels. Sa passion pour cette discipline est alors si forte qu'il veut se rendre à Paris ou à Naples pour y devenir maître d'armes.
Il abandonne ce projet lorsqu'il tombe amoureux de son élève, Elisabetta Premazore, nièce et favorite du cardinal de Padoue, Giorgio Corner (1658-1722).
Le père de Giuseppe, invoquant une trop grande différence de classe sociale et d'âge, désapprouve cette union. Ce n'est qu'après la mort de ce dernier que Tartini épouse secrètement Elisabetta, le 27 juillet 1710. Ce mariage attire sur lui la colère de sa belle-famille et les foudres du cardinal. Celui-ci accuse Tartini d'enlèvement et le contraint à s'enfuir à Rome, déguisé en pèlerin, laissant son épouse à Padoue, où on l'enferme dans un couvent.
Ne trouvant aucune sécurité nulle part, il va de ville en ville jusqu’à ce qu’il trouve un refuge sûr dans un monastère d’Assise dont l'abbé, le père Giovanni Battista Torre, est un de ses parents.
Tartini reprend alors ses études de violon, complètement négligées à Padoue. Cette retraite imposée métamorphose son caractère : de violent et orgueilleux, il devient aimable et humble. C'est là que, selon toute vraisemblance, il reçoit une instruction musicale du Tchèque Bohuslav Matěj Černohorský.
Sa cachette reste longtemps inconnue, car, dans l'église du monastère, il joue dissimulé derrière un rideau — jusqu'au jour où une rafale de vent soulève le rideau. Reconnu, Tartini se croit perdu. Mais il apprend que le cardinal lui pardonne et le recherche pour le conduire dans les bras de son épouse.
À compter de 1714, il devient musicien d'orchestre, exerçant son activité dans les terres d’origine du franciscanisme : à Assise et à Ancône, où il découvre le phénomène dit du « troisième son » ou son résultant.
En 1721, à 29 ans, il se voit confier la direction de l'orchestre de la basilique Saint-Antoine de Padoue, poste qui lui permet d'effectuer plusieurs voyages. C'est à Padoue qu'il rencontre Antonio Vandini, alors premier violoncelle à la basilique. Il s'ensuit une amitié fidèle de près de cinquante ans, et Vandini devient son premier biographe.
Séjournant plusieurs années à Prague, il a l'occasion d'y assister au couronnement de Charles VI.
De retour à Padoue, il fonde une école de musique réputée qui attire des musiciens de toute l'Europe, tels Friedrich Rust, à qui il enseigne vers 1767, ou Pietro Nardini, qui reste un de ses élèves favoris.
Tartini rédige de nombreux ouvrages théoriques sur la musique, parmi lesquels un traité sur l'art de l'ornementation qui a pu servir d'exemple à Leopold Mozart pour son École du violon. Les traités de Tartini qui paraissent par la suite, reposant sur de réelles données de l'expérience mais aussi, partiellement, sur des spéculations erronées, sont, de ce fait, l'objet de critiques virulentes et de mises en doute par ses concurrents.
Ces controverses le rendent malade et il en meurt en 1770, à 78 ans.

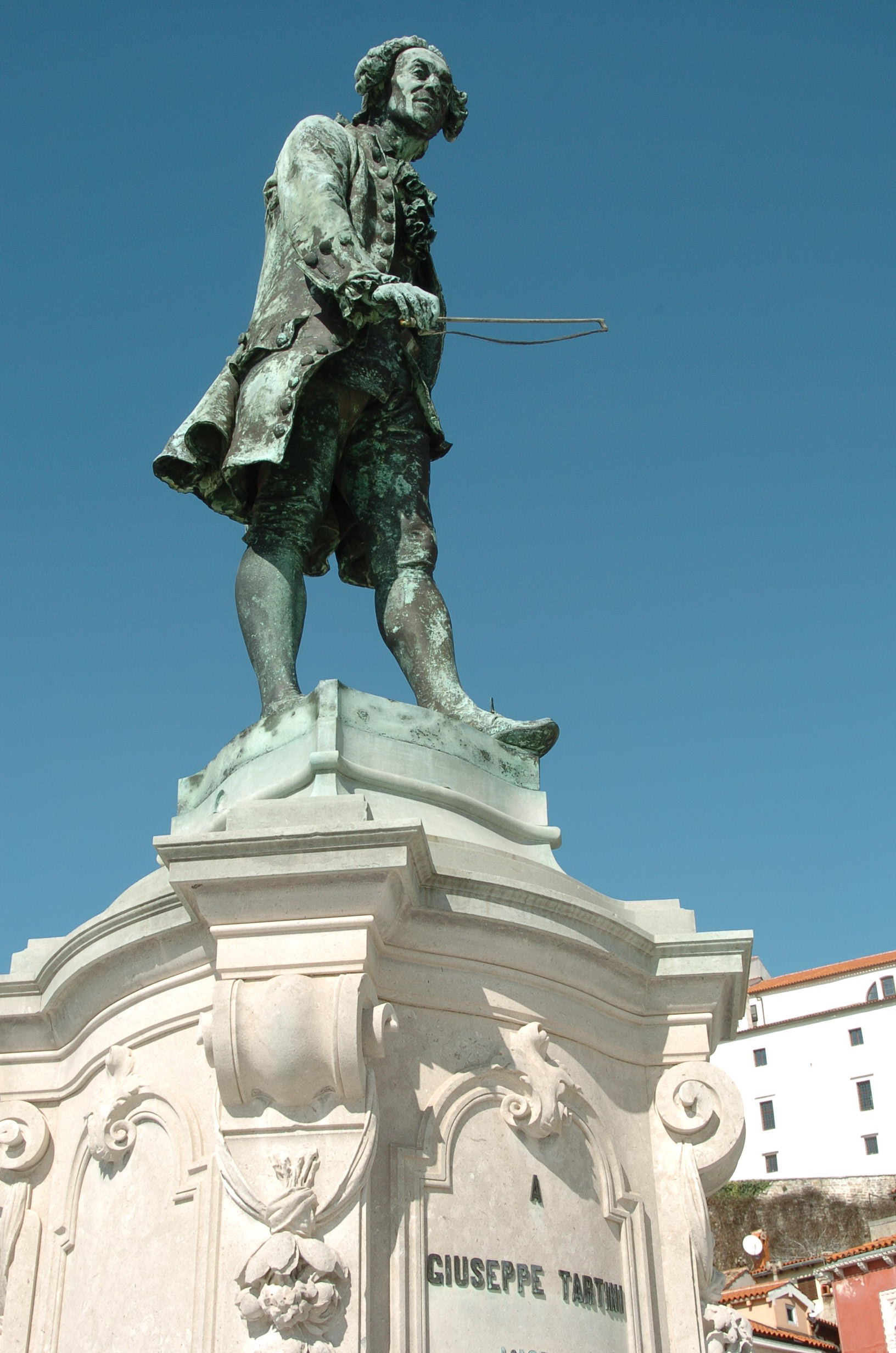
Statue de Tartini sur la place Tartini à Piran, sa ville natale.

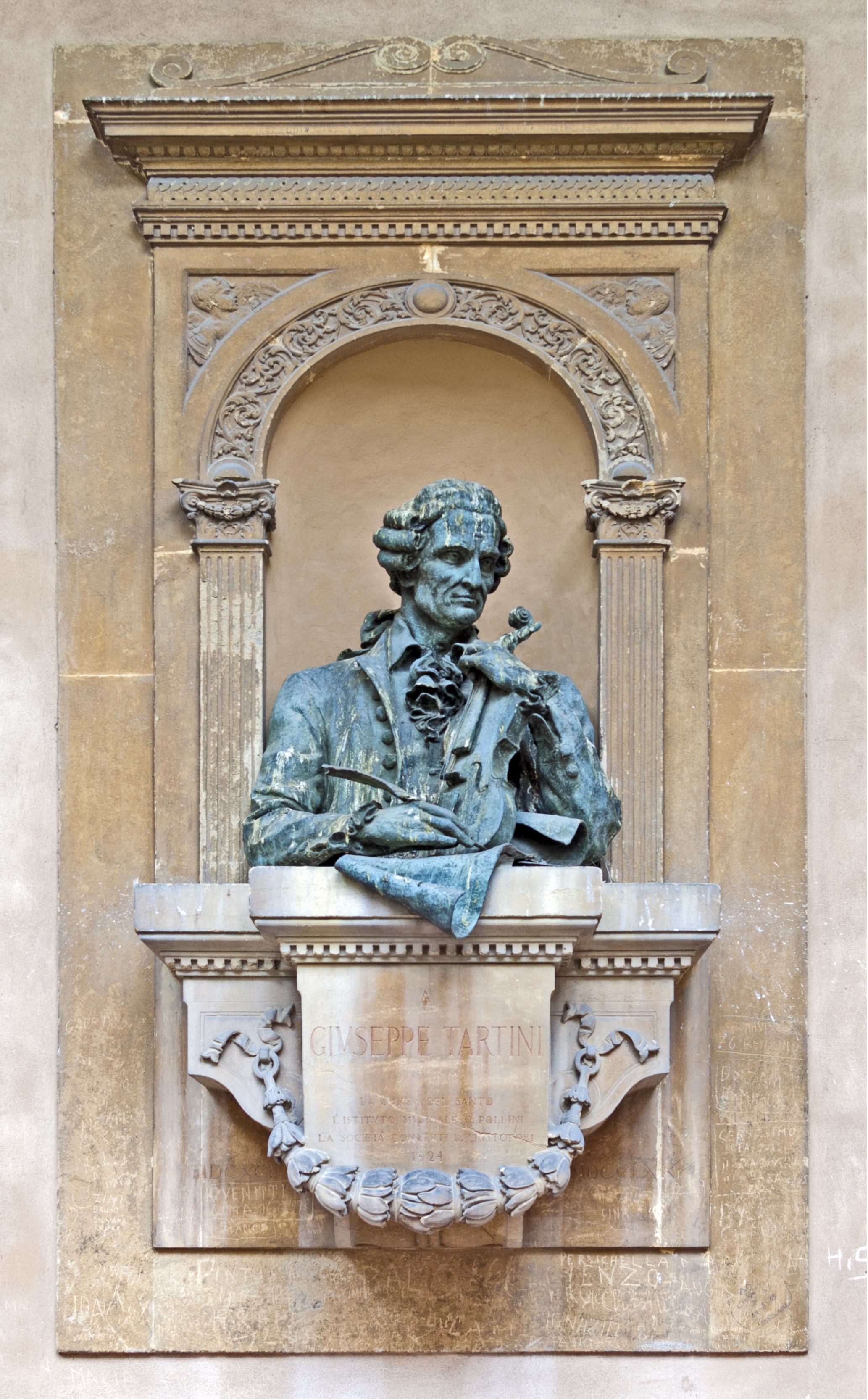
Monument dans la Basilique de Padoue.

## Son style
Le style de Tartini évolue de façon très sensible au cours de sa carrière. Au début, il doit beaucoup à ceux d'Arcangelo Corelli et d'Antonio Vivaldi. Sa manière, accordant beaucoup d'importance à l'ornementation selon la tradition baroque, aboutit plus tard à une virtuosité préclassique. Tartini est réputé pour son jeu chantant et pour son légendaire coup d'archet.

« Je me bornerai à dire qu'il fut l'un des rares compositeurs de ce siècle doués de génie et d'originalité et que c'est en lui-même qu'il puisa la source de son inspiration »

— Charles Burney

## Œuvre
Comme nombre de ses contemporains, Tartini est un compositeur extrêmement prolifique. Il laisse environ 350 œuvres, dont :
- 130 concertos de violon ;
- 150 sonates pour le violon ;
- 50 sonates en trios ;
- L'arte dell'arco (« L'Art de l'archet »), qui illustre bien la technique d'archet des violonistes baroques italiens et qui est donc une richesse pour la recherche musicologique ;
- un nombre indéterminé de compositions religieuses vocales.

## Œuvres marquantes
- La Sonate des trilles du Diable
- La sonate Didone abbandonata (« Didon abandonnée »)
- L'arte dell'arco (50 variations sur une gavotte d'Arcangelo Corelli)

## Publications
De son temps, nombre de ses œuvres sont publiées par des éditeurs fameux : Michel-Charles Le Cène à Amsterdam, John Walsh à Londres et Leclerc à Paris.

## La légende de laSonate des trilles du diable
Dans une anecdote devenue légendaire, Tartini raconte à l'astronome Jérôme Lalande la genèse de cette sonate : « Une nuit (en 1713), disait-il, je rêvais que j'avais fait un pacte, et que le Diable était à mon service. Tout me réussissait au gré de mes désirs, et mes volontés étaient toujours prévenues par mon nouveau domestique. J'imaginai de lui donner mon violon, pour voir s'il parviendrait à me jouer quelques beaux airs ; mais quel fut mon étonnement lorsque j'entendis une sonate si singulièrement belle, exécutée avec tant de supériorité et d'intelligence que je n'avais même rien conçu qui pût entrer en parallèle. J'éprouvai tant de surprise, de ravissement, de plaisir, que j'en perdis la respiration. Je fus réveillé par cette violente sensation. Je pris à l'instant mon violon, dans l'espoir de retrouver une partie de ce que je venais d'entendre ; ce fut en vain. La pièce que je composais alors est, à la vérité, la meilleure que j'aie jamais faite, et je l'appelle encore la Sonate du Diable ; mais elle est tellement au-dessous de celle qui m'avait si fortement ému, que j'eusse brisé mon violon et abandonné pour toujours la musique, s'il m'eût été possible de me priver des jouissances qu'elle me procure. »

## Ouvrages de théorie musicale
- (it) Trattato di musica secondo la vera scienza dell'armonia (« Traité de musique d'après la vraie science de l'harmonie », avec une préface de Decio Agostino Trento), G. Mandré éditeur, Padoue, 1754, 176 p., (BNF 31435154).
- Traité des agrémens de la musique, contenant l'origine de la petite note, sa valeur… toutes les différentes espèces de cadences… le tremblement et le mordant… les modes ou agrémens naturels, les modes artificiels… la manière de former un point d'orgue (traduit de l'italien par le père Pietro Denis), à compte d'auteur, Paris, 1771, 94 p., (BNF 31435153).